# Lac la Croix
Der Lac la Croix (alternative Schreibweise: Lac La Croix) ist ein See an der US-amerikanisch-kanadischen Grenze.

## Lage
Der See befindet sich zum Teil im St. Louis County im US-Bundesstaat Minnesota sowie zum Teil in Ontario. Der 45 km lange Lac la Croix schlängelt sich entlang der Staatsgrenze. Er hat eine Fläche von 138 km² und eine maximale Wassertiefe von 51 m. Das Einzugsgebiet des Lac la Croix umfasst 13.400 km². Der See liegt auf kanadischer Seite im Quetico Provincial Park und auf US-amerikanischer Seite in der Boundary Waters Canoe Area Wilderness. Hauptzuflüsse sind Maligne River und Bottle River. Hinzu kommt der Pocket Creek, der sein Wasser aus dem Ge-be-on-e-quet Lake bezieht.
Der Namakan River entwässert den See nach Nordwesten zum Namakan Lake. Der Seename kommt aus dem Französischen und bedeutet „See des Kreuzes“.

## Seefauna
Der See ist ein beliebtes Angelgewässer. Zur Fischfauna des Lac la Croix gehören Black Crappie (Pomoxis nigromaculatus), Quappe, Hecht, Gemeiner Sonnenbarsch, Arktischer Stint, Steinbarsch, Kanadischer Zander, die  Saugkarpfen Moxostoma macrolepidotum und Catostomus commersoni, Schwarzbarsch, Amerikanische Kleine Maräne, Glasaugenbarsch und Amerikanischer Flussbarsch.